# Turnerdenkmal

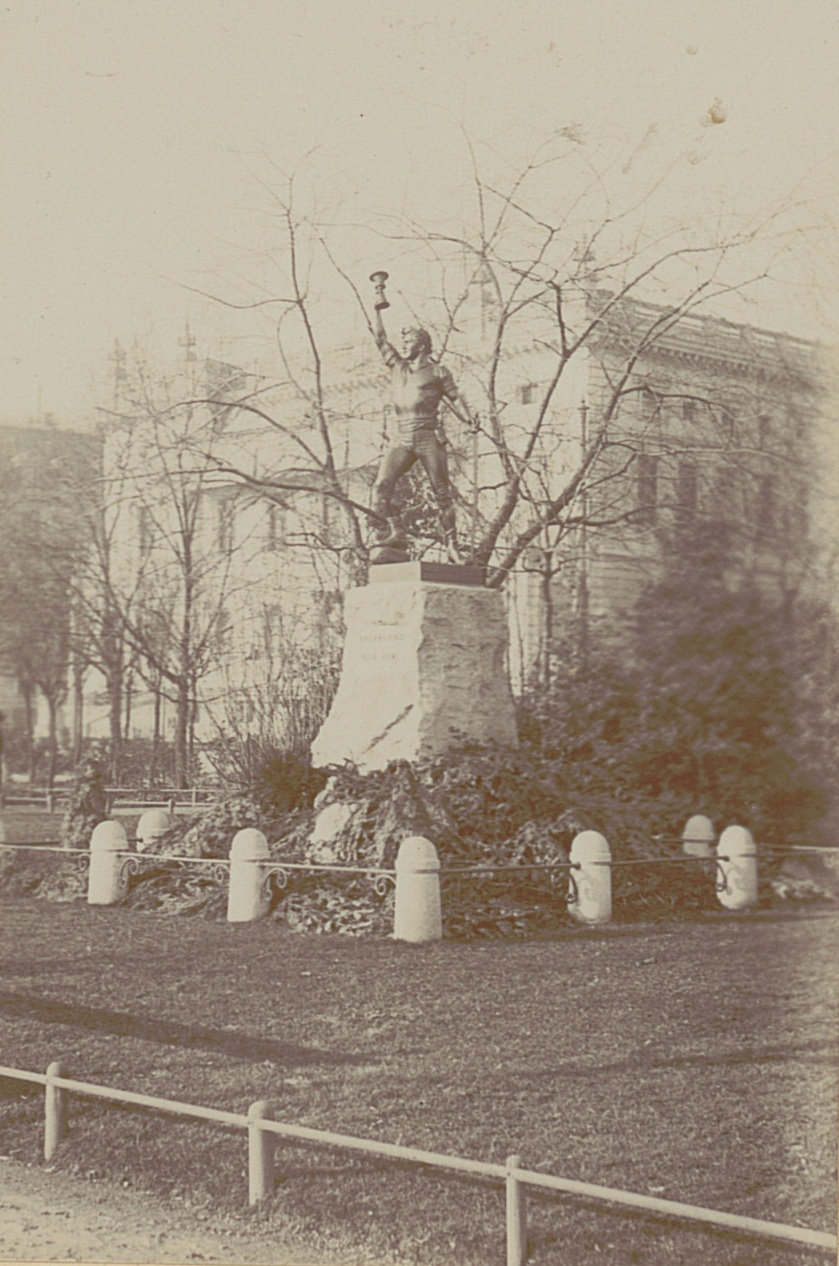
Das Turnerdenkmal im Jahr 1899, Fotografie von Robert Breitinger

Das Turnerdenkmal (auch Vivat Patria, Turnerstatue, Kranzturner) ist eine 1886 von Baptist Hörbst geschaffene und 1898 im Arboretum in Zürich platzierte Galvanoplastik. 1990 wurde sie entfernt, und der Sockel steht seither leer.

## Geschichte

### Entstehung und Platzierung
Baptist Hörbst soll die Statue nach dem Modell seines verstorbenen Bruders gestaltet haben und nannte sie ursprünglich «Vivat Patria» (lateinisch für «Es lebe das Vaterland»). Er stellte sie erstmals im April 1886 an der Schweizerischen Kunstausstellung in Zürich aus. Im Juni 1886 zeigte er sie auch am Salon de Paris.
Ab Mai 1896 stand die Statue an der Schweizerischen Landesausstellung in Genf vor der Abteilung des Eidgenössischen Turnvereins. Der Korrespondent der Neuen Zürcher Zeitung äusserte bei ihrem Anblick die Hoffnung, der «schöne schlanke Kranzturner» möge in Bronze gegossen und in Zürich, der «Turnerstadt mit ihren an allen Geräten so geübten Behörden», öffentlich platziert werden.
Im September 1896 schenkte Hörbst seine Statue dem Eidgenössischen Turnverein. Dieser plante sogleich, seinen Sektionen Abgüsse davon zur Verfügung zu stellen. Im Juli 1897 war sie am Festplatz des Eidgenössischen Turnfests in Schaffhausen ausgestellt. Am 21. November 1897 beschloss die Abgeordnetenversammlung der Turnvereinigung der Stadt Zürich einstimmig, sie «beim Roten Schloss am Alpenquai, auf dem vom Stadtrate geschenkten Platze», aufzustellen. Die Ausführung wurde an eine fünfköpfige Kommission delegiert, der unter anderem der Bildhauer Louis Wethli angehörte und die mit dem Zürcher Stadtbaumeister Arnold Geiser und dem Schöpfer der Statue Hörbst zusammenarbeiten sollte. Die Kosten wurden auf 3500 Schweizer Franken veranschlagt. Der Eidgenössische Turnverein hatte bereits an seiner Delegiertenversammlung vom 5. November beschlossen, 500 Franken aus der Zentralkasse beizusteuern. Auch die kantonalen und städtischen Turnvereine, ferner der Zürcher Stadtrat stellten Beiträge in Aussicht. Der Rest sollte über Privatspenden und eine «Extrasteuer» bei den Mitgliedern des Turnvereins finanziert werden. Die Statue wurde nicht wie ursprünglich beabsichtigt in Bronze gegossen, sondern in ihrem modellhaften Zustand einer lediglich mit einer dünnen Erzschicht bedeckten Gipsplastik belassen, was ihr später zum Verhängnis wurde.
Die Einweihung fand am 19. Mai 1898, am Auffahrtstag, statt. Etwa 900 Turner boten am Vormittag in der Parkanlage Sihlhölzli ihre Übungen dar und begaben sich dann um 11 Uhr in einem Festzug ans Alpenquai. «Nachtbuben» hatten das Denkmal bereits enthüllt. Pfarrer Friedrich Meili hielt im Namen der Turnerschaft eine Rede und übergab das Denkmal der Stadt Zürich. Stadtrat Jakob Lutz nahm es dankend in Empfang. Am anschliessenden Bankett sprachen der Präsident der Turnvereinigung Zürich Frischknecht, der Stadtrat Joseph Benjamin Fritschi, der Bildhauer Wethli, der Präsident des Schweizer Turnerzentralkomitees Hägin aus Basel und der Künstler Hörbst.

### Entfernung und weitere Entwicklungen

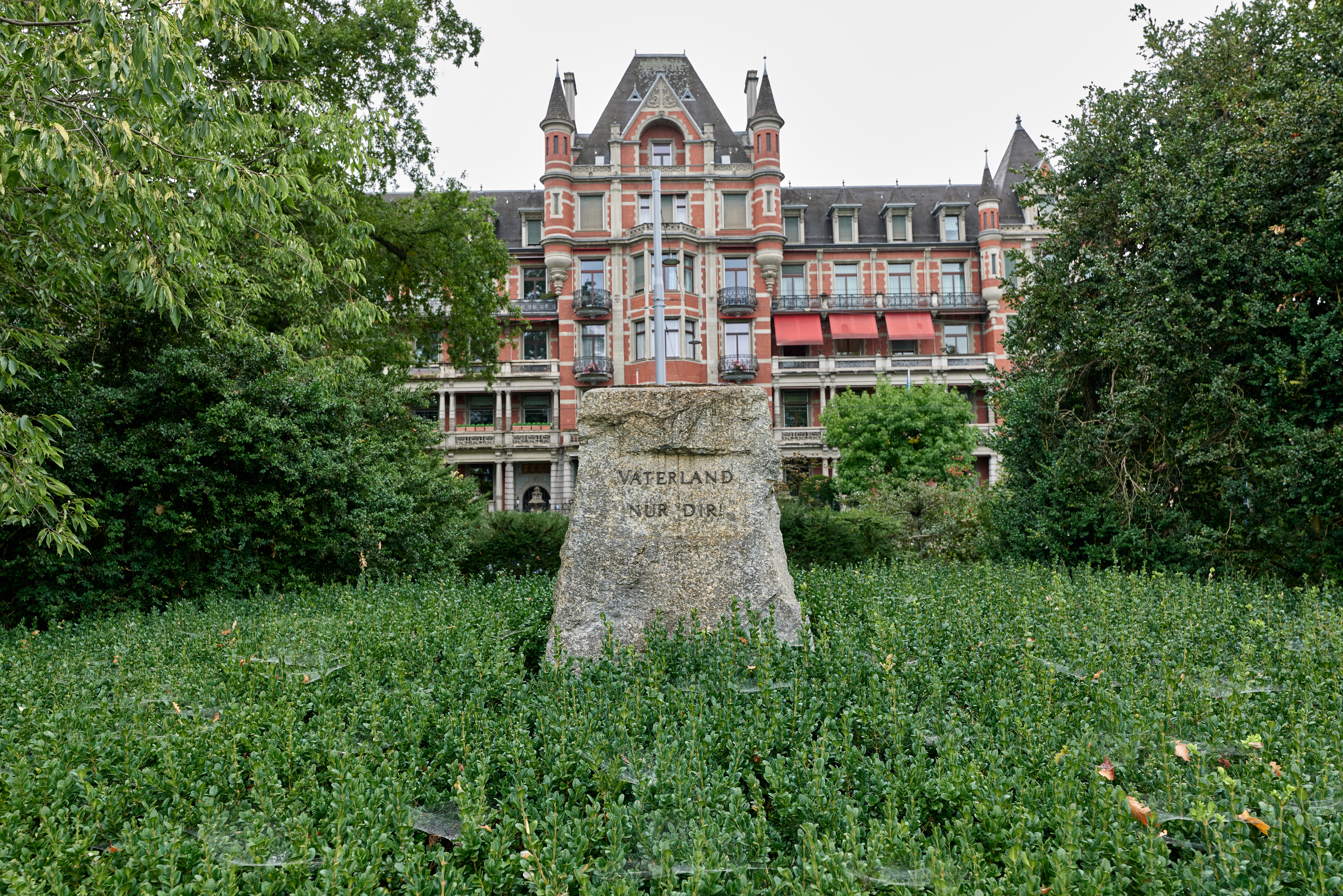
Der leere Sockel, im Hintergrund das Rote Schloss (2022)

Im Zuge der Jugendunruhen in den 1980er Jahren wurde die als nationalistisch und reaktionär empfundene Turnerstatue wiederholt Opfer von Vandalismus. Im August 1989 brach sie bei einem versuchten Denkmalsturz entzwei und musste repariert werden. Kurz nach ihrer Wiederaufstellung wiederholte sich das Geschehen. Die Denkmalpflege verzichtete auf eine erneute Renovation und versetzte den Kranzturner 1990 «zu seinem eigenen Schutz» ins Denkmaldepot gegenüber dem Toni-Areal. Das Postament steht seither leer.
2001 reichte Anita Nideröst (Schweizer Demokraten) im Zürcher Gemeinderat eine Einzelinitiative ein, die forderte, das Denkmal wieder aufzustellen und zu einem «Platz des patriotischen Geistes» zu erweitern. Für mindestens eine Million Franken sollten die 26 Fahnen der Schweizer Kantone und die Schweizerfahne sowie Schrifttafeln in allen Landes- und Weltsprachen zur Belehrung über den Schweizer «Nationalcharakter» darum gruppiert werden. Das links dominierte Parlament erteilte dem Ansinnen eine klare Absage.
2017 beschäftigte sich die Arbeitsgruppe Kunst im öffentlichen Raum (KiöR) mit dem weiteren Schicksal der Statue. Da man sie für eine Wiederaufstellung ganz in Bronze giessen müsste und dies die zur Verfügung stehenden Mittel überstiege, verzichtete man darauf. Der Sockel solle «als Erinnerung an eine Zeit, als unverhohlener Patriotismus in Zürich höher im Kurs stand als heute», weiterhin leer bleiben.

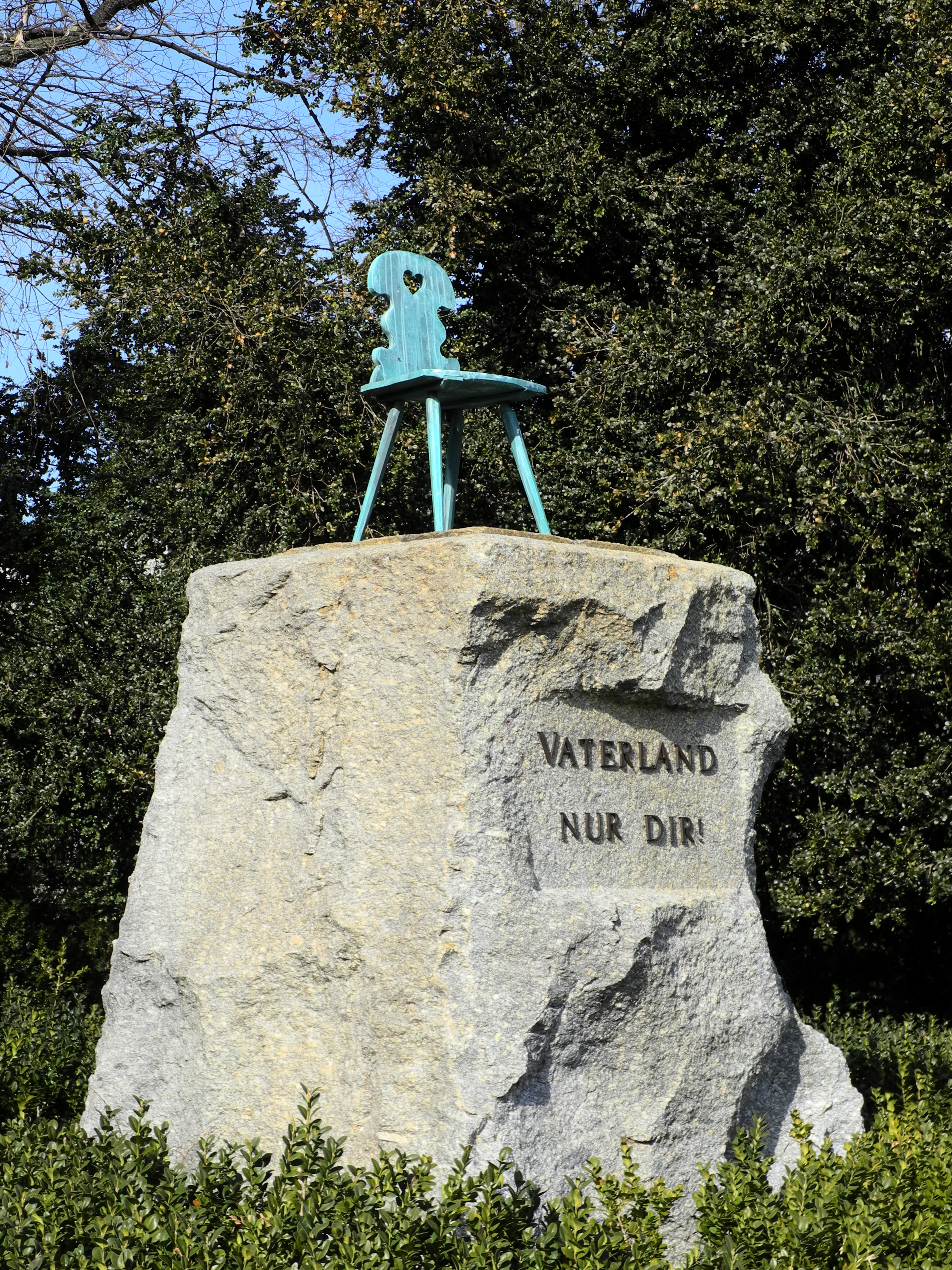
Temporäre Aktion auf dem leeren Sockel im Jahr 2014

Seit der Entfernung der Statue wurde das leere Postament wiederholt für temporäre Aktionen verwendet; so wurden bereits ein Gesäss, eine Katze, ein Fernseher, Rivellaflaschen, ein Stuhl und Kehrichtsäcke daraufgestellt. 1991 installierte Jos Näpflin einen isolierten Kupferdraht darauf. 2018 platzierte der Comedian Cedric Schild eine Halbfigur von sich selbst auf dem Sockel und versah ihn mit einer ironischen Gedenktafel.

## Beschreibung
Weil die Plastik ursprünglich nicht im Freien aufgestellt werden sollte, besteht sie lediglich aus bronziertem Gips.
Sie zeigt einen lebensgrossen triumphierenden Turner in stolzem Kontrapost. Zum Zeichen des Sieges ist er mit einem Lorbeerkranz bekrönt. Mit seiner Rechten hebt er den errungenen Pokal in die Höhe. Seine Linke ruht auf einem aufgepflanzten Degen, der das Fechten als Disziplin des «Kunstturnens» im damaligen Verständnis repräsentiert. Sein rechter Fuss ist auf einen Wurfstein gestellt, der auf das Steinstossen als Disziplin des Nationalturnens verweist. Er trägt ein enganliegendes Trikot, das seine kräftige Muskulatur durchscheinen lässt, um seine Taille ist eine Leibbinde geschlungen, und seine Füsse stecken in Halbstiefeln, über die die Socken geschlagen sind. Auf der Plinthe steht die Signatur «B.Hoerbst.fcc».
Das steinerne Postament ist 2,50 Meter hoch und hat einen quadratischen Grundriss von 1 × 1 Metern. Auf der Vorderseite steht die damalige Losung der Schweizer Turnbewegung: «VATERLAND NUR DIR!», auf der Rückseite: «DIE TURNER ZÜRICH’S 1898».

## Rezeption
Im 19. und frühen 20. Jahrhundert erfreute sich der Turner allgemein grosser Beliebtheit. Die erste bekannte Rezension 1886 in der Neuen Zürcher Zeitung war sehr positiv:

«Der in voller Lebensgröße ausgeführte Prachtskerl spricht Kraft und Enthusiasmus gleich gut aus. Das Einzige, was wir etwas anders wünschen möchten, wären jugendlichere, weniger harte und ausgeprägte Gesichtszüge.»

Im selben Jahr äusserte sich Emilie Hüni satirisch über die Statue:

«Etwas deklamatorisch scheint die Geberde, mit welcher der Jüngling den Becher schwingt, und auch der nach vorne offene Lorbeerkranz, der den Verdacht aufkommen läßt, er sei hinten mit Haarnadeln festgesteckt, hat nichts Gefälliges. Er gibt dem wackeren Turner das Aussehen eines römischen Kaisers oder eines Komödianten, eher des letzteren wegen der Socken, welche der Realismus des Bildhauers gewissenhaft über die Halbstiefel hinunterschlägt. Lorbeeren und Socken wollen auf den ersten Blick nicht recht zusammen passen, obwohl man bei näherem Nachdenken zugeben muß, die Philosophie des Lebens liege gerade in diesem Gegensatze: die Füße auf der Erde und die Stirne in den Wolken.»

Albin Zollinger ging in seinem Roman Pfannenstiel (1940) harsch mit dem Denkmal ins Gericht:

«Es ging um eine Spezies freundlichen Kitsches aus den Gründerjahren und im Endkampf hart auf hart noch um den Turner am Alpenquai, jenen Poseur mit Becher: ‹Vaterland, nur dir!› ein gefälliges Bürschchen von belanglosem Naturalismus. ‹Sein Standort im Gebüsch entzieht ihn wenigstens der Auffälligkeit›, hatte der Pfannenstieler geschrieben; ‹doch ist schon der Standort eine Usurpation dieses Machwerks: Dem Gebirge genau gegenüber an der Gürtelschnalle des Ufers, schreit er geradezu nach der Zusammenfassung im Ausdruck eines Kunstwerks, das verstünde, das Ganze der einzigartigen Landschaft im Symbol zurückzustrahlen – und der Kranzpatriotismus wirft ihm diesen Knochen hin! Vaterland, ‹nur› dir! Den Kerlen ist das Vaterland ebenso wie die Kunst Bombast, aber sie haben in beidem zu machen die Verlogenheit, und so kommt es, dass die Kegelbrüder der Quartiervereine in Belangen der Kunst bestimmen, so kommt es, dass sie den Gemeindebesitz mit ihrem Ehrengaben-Geschmack verschandeln.›»

In jüngerer Zeit mehrten sich philosophische Überlegungen zum leeren Sockel. Marius Huber schrieb etwas 2020 im Tages-Anzeiger:

«Ist das Provokation? Zeitgeistig ironisierter Patriotismus? Ein Denkmal für eine leer gewordene Phrase? So viel inbrünstiger Nihilismus bringt die Betrachter ins Grübeln. Wird dem Vaterland da einfach nur dieser rohe, abweisende Sockel gewidmet – als Reminiszenz an einen ausser Mode geratenen Typ Vater?»